# 筒井ともみ
筒井 ともみ（つつい ともみ、本名：筒井 共美、1948年7月10日 - ）は、日本の脚本家、小説家。

## 概略
東京都世田谷区出身 。成城大学文芸学部卒。女優の赤木蘭子は伯母、俳優の信欣三は伯父にあたる。名付けの親はカメラマンの宮嶋義勇。
アニメーションから実写ドラマ、映画の脚本を手掛ける一方で、小説、エッセイの執筆と活躍の場を広げている。向田邦子賞の審査員なども務めている。

## 人物・来歴
3歳の頃からヴァイオリンを習って自身の特技となり、後に特技を生かしてヴァイオリンのスタジオミュージシャンも務めている。シナリオ研究所を経て、広告代理店にコピーライターのアルバイトとして勤めるが長続きせず、スタジオミュージシャン（ヴァイオリン）として活動する傍ら脚本家の手伝いも行う。最初は役者や脚本家になる気は全く無かったということだったが、後述（#エピソード節参照）のようにシナリオ研究所に通い始めて脚本家の道へ入っていく。1976年にテレビアニメ『ドン・チャック物語』で脚本家としてデビュー。1978年のテレビドラマ『透明ドリちゃん』以降、東映制作の作品の脚本も手掛けた。
1996年にテレビドラマ『響子』（TBS）と『小石川の家』（テレビ東京）で第14回（1995年度）向田邦子賞 を受賞。受賞理由として「鋭くて繊細な美意識」、「作風のオリジナリティ」が評されている。
2001年に第20回向田邦子賞の選考委員を務め、翌年以降も選考委員に就任している（2003年第22回、2004年第23回、2005年第24回）。
2003年に映画『阿修羅のごとく』で第27回日本アカデミー賞最優秀脚本賞を受賞。
2005年に映画『ベロニカは死ぬことにした』で、脚本執筆とプロデュースを兼任する。
2007年4月からは東京芸術大学大学院映像研究科映画専攻脚本領域の准教授となる。映画専攻（脚本ゼミ）の講師を担当。2008年4月からは教授として、指導にあたっている。

## エピソード
脚本家を目指したきっかけは、大学卒業後に交際相手から結婚を申し込まれそうになり、これを逃れるために伯母の赤木から勧められてシナリオ研究所に通うことにしたためであった。当時のシナリオ研究所の受講生は学生運動を引きずっていた者が多く、ヴァイオリンや日傘を持ち歩いていた筒井は場違いな存在として嫌味を言われていたが、実際にプロの脚本家になったのは筒井を含め2、3人程度であったという。
『ドン・チャック物語』で執筆した郵便配達ウッディの話をきっかけに、「ささやかな自由とひそやかなプライドだけは手放さない」ということを自作のテーマとしている。一方で、勧善懲悪の物語を不得意としており、類型的な時代劇の悪代官や刑事ものの説明的な回想シーンなどが嫌いだと述べている。『必殺仕事人』では、勧善懲悪の物語を書けず、先輩脚本家から類型的なストーリーへの落とし込み方を教えられるが、どうしてもそれができなかったという。『銭形平次』の執筆を依頼されたときは、悪人に銭を投げるというのが単純すぎて書けないとして断っている。
また、自身の家庭環境の影響から、ホームドラマや、ちゃんとした家族やエリートのサラリーマンは書けないと述べている。NHKプロデューサーの和田勉からは、「向田邦子はきちんとした家族を書くと面白いが、あなた（筒井）は壊れた家族を書くと面白い」と評されたという。
名刺、携帯電話、パソコンを使わないと公言し、実践する日々を送って来たが、2007年に自身の公式ページを開設した。
『必殺シリーズ』がきっかけで知り合った野上龍雄を「心の師匠」と仰いでいる。

## 脚本
※年度表記について。基本的には初回放映日年度を記載

### アニメーション作品
- ドン・チャック物語（1976年、東京12チャンネル）
- 一休さん（1975年-1982年、NET・テレビ朝日）放映時期の中期から末期にかけて散発的に参加している
- まんが日本絵巻（1977年、TBS）
- ふたごのモンチッチ（1980年、東京12チャンネル）
- 世界名作童話 まんがシリーズ（1979年、短編映画[8]）
- 野ばらのジュリー（1979年、東京12チャンネル）
- ヤッターマン（1977年、フジテレビ）
- ゼンダマン（1979年、フジテレビ）
- くじらのホセフィーナ（1979年、東京12チャンネル）
- 宇宙戦士バルディオス（1980年、東京12チャンネル）
- ずっこけナイトドンデラマンチャ（1980年、東京12チャンネル）
- おじゃまんが山田くん（1981年、フジテレビ）
- ゴールドライタン（1981年、東京12チャンネル）
- ときめきトゥナイト（1982年、日本テレビ）
- あさりちゃん（1982年、テレビ朝日）挿入歌の作詞をしている。
- 魔法のプリンセス ミンキーモモ（1982年、テレビ東京）
- さすがの猿飛（1982年、フジテレビ）
- パタリロ!（1982年、フジテレビ）
- 新みつばちマーヤの冒険（1982年、テレビ大阪）
- トンデラハウスの大冒険（1982年、テレビ東京）
- イタダキマン（1983年、フジテレビ）
- 紫式部 源氏物語（1987年、監督：杉井ギサブロー、東宝）劇場作品

### 特撮ドラマ
- 透明ドリちゃん（1978年、テレビ朝日）
- ロボット8ちゃん（1981年、フジテレビ）
- 太陽戦隊サンバルカン（1981年、テレビ朝日）
- 大戦隊ゴーグルファイブ（1982年、テレビ朝日）
- 宇宙刑事ギャバン（1982年、テレビ朝日）

### テレビドラマ
- 顔で笑って（1973年、TBS）
- 柳生一族の陰謀（1978年、製作：関西テレビ／東映、フジテレビ）#35「亡霊は深夜にすすり泣く」を担当
- 江戸の牙（1979年、テレビ朝日）
- 必殺仕事人（1980年、製作：朝日放送／松竹、テレビ朝日）
- 必殺仕舞人（1981年、製作：朝日放送／松竹、テレビ朝日）
- 必殺仕事人・特別編　恐怖の大仕事　水戸・尾張・紀伊 （1981年、製作：朝日放送／松竹、テレビ朝日）単発ドラマ
- 新・必殺仕事人（1982年、製作：朝日放送／松竹、テレビ朝日）
- あまく危険な香り（1982年、TBS）
- 家族ゲーム（1983年、TBS）
- 家族ゲームII（1984年、TBS）
- 夜色の女たち（1984年、TBS）
- 離婚テキレイ期（1984年、TBS）
- 家族ゲーム スペシャル　アニキの家庭教師は花の女子大生・なのダ（1985年、TBS）単発ドラマ
- もしも、学校が…!?（1985年、TBS）
- 脱兎のごとく 岡倉天心（1985年、NHK）単発ドラマ
- まんだら屋の良太（1986年、NHK）
- ドラマ人間模様・追う男（1986年、NHK）主演：松田優作
- ばら色の人生（1987年、NHK）
- モナリザたちの冒険（1987年、TBS）
- スクールガール・セレナーデ 桂華學女小夜曲（1988年、日本テレビ）
- パンは焼きたて（1989年、TBS）
- スティル・ライフ（1989年、TBS）
- 愛し方がわからない（1989年、TBS）
- 恋しとよ君恋しとよ（1991年、原作：山本周五郎「彦左衛門外記」、NHK）単発ドラマ
- 怪談・花屋敷（1991年8月、フジテレビ）単発ドラマ
- 響子（1996年、TBS）単発ドラマ。放映年度は1996年、製作は1995年
- 小石川の家（1996年、原作:青木玉、テレビ東京）単発ドラマ
- もうひとつの心臓（1997年、NHK）
- あ・うん（2000年、TBS）単発ドラマ
- センセイの鞄（2003年、原作：川上弘美、WOWOW ドラマW）単発ドラマ
- 夏目家の食卓（2005年、TBS）単発ドラマ
- 兄帰る（2009年、原作：近藤ようこ、WOWOW　ドラマW）単発ドラマ

### 映画
- ヘッドフォン・ララバイ（1983年、原作：窪田僚、監督：山根成之、東映）
- それから（1985年、原作：夏目漱石、監督：森田芳光、東映）
- 微熱少年（1987年、監督：松本隆、東宝）
- 華の乱（1988年、原作：永畑道子、監督：深作欣二）
- 風の又三郎 ガラスのマント（1989年、原作：宮沢賢治、監督：伊藤俊也）
- 119（1994年、原案・監督：竹中直人）
- 失楽園（1997年、原作：渡辺淳一、監督：森田芳光、東映）
- 失楽園 海外版オリジナル・ヴァージョン（1997年、原作：渡辺淳一、監督：森田芳光、東映）
- 不機嫌な果実（1997年、原作：林真理子、監督：成瀬活雄、松竹）
- 阿修羅のごとく（2003年、原作：向田邦子、監督：森田芳光、東宝）
- 嗤う伊右衛門（2003年、原作：京極夏彦、監督：蜷川幸雄、東宝）
- 海猫（2004年、原作：谷村志穂、監督：森田芳光、東映）
- ベロニカは死ぬことにした（2005年、原作：パウロ・コエーリョ、監督：堀江慶、角川映画） プロデュース兼務
- 食べる女（2018年、監督：生野慈朗、東映） 自作小説の映画化、企画兼務

### 舞台作品
- 庭を持たない女たち（1994年、原作：ダグラス・ダン「庭を持たない女たち」『ひそやかな村』より、演出：勝田安彦）
- DORA ― 100万回生きたねこ（1996年、主演：沢田研二、原作：佐野洋子「100万回生きたねこ」、演出：フィリップ・ドゥクフレ）ミュージカル
- ふつうのくま（1996年、原作：佐野洋子、企画：岸田今日子）
- 三人姉妹（原作：チェーホフ、演出：松本修、2000年）

## プロデュース
- ベロニカは死ぬことにした（2005年、角川映画） 脚本と兼務

## 著書

### 単著
- 『アニメーション源氏物語』朝日新聞社、1987年12月
- 『月影の市』1991年、新潮社、小説。ISBN 978-4-10-380701-8
  - 初出『LITERARY SWITCH Vol.1 創刊号』1991年、スイッチ・パブリッシング
- 『聖者たちの街』1993年、新潮社、小説。ISBN 978-4-10-380702-5
  - 初出『新潮』1993年2月号、新潮社
- 『女優』1998年、文藝春秋、書き下ろし小説 のち文庫
- 『舌の記憶』2000年、スイッチ・パブリッシング、エッセイ集　のち新潮文庫
  - 初出『Switch』1992年5月号 - 1999年4月号（Vol.17 No.3）全59回、スイッチ・パブリッシング
- 『食べる女 -スローフード・スローセックス』2004年、アクセスパブリッシング、短編集 のち新潮文庫
- 『続・食べる女』2007年、アクセスパブリッシング、短編集の続編。ISBN 978-4901976534
- 『着る女』2007年、マガジンハウス、エッセイ集。ISBN 978-4-8387-1763-7
  - 初出『ウフ．』マガジンハウス
- 『うつくしい私のからだ』2007年、集英社、短編集。ISBN 978-4-08-333074-2
  - 初出『MAQUIA』創刊号・2004年11月号から連載中、集英社、短編小説。20編を書籍化
- 『おいしい庭』2007年、光文社、エッセイ。ISBN 978-4-334-92550-5
  - 初出『小説宝石』2005年5月号 - 2006年10月号、光文社
- 旅する女　講談社、2012年

一般書籍掲載分
- 「桜の意志・千年の孤独」、『SAKURA‐COSM』（著作：内藤忠行、1990年、スイッチ書籍出版部） 桜をテーマにした写真集。巻末に短文を寄稿している。ISBN 978-4594005665
  - 桜と自身が手掛けたことのある『光源氏』とを絡めた短文。
- 「可愛い久世さんがいる」、『久世光彦の世界―昭和の幻景』（編：川本三郎・齋藤愼爾、2007年、柏書房） ISBN 978-4-7601-3084-9
  - 「むかし卓袱台があったころ」の解説文を再掲載したもの。

解説
- 『満月』（1988年、著：原田康子、新潮社）文庫本 ISBN 978-4101114088
- 『色彩の息子』（1994年、著：山田詠美、新潮社）文庫本 ISBN 978-4101036137
- 『トリエステの坂道―須賀敦子コレクション』（2001年、著：須賀敦子、白水社）新書 ISBN 978-4101392219
- 『むかし卓袱台があったころ』（2006年、著：久世光彦、筑摩書房）ISBN 978-4480422453

ウェブサイト
- ウーマン・エキサイト ガルボ 特集 Vol.056「知的な女のDVD。」~シネマ通になる厳選35本！（2005年12月26日）
  - 自薦作を3本とそれぞれの作品についての短文。
    1. 「ベロニカは死ぬことにした」（2005年、角川映画）推薦者本人がプロデュース／脚本を担当
    2. 「軽蔑」（1963年、原題：Le Mepris、監督：ジャン＝リュック・ゴダール）
    3. 「フィツカラルド」（1982年、原題：Fitzcarraldo、監督：ヴェルナー・ヘルツォーク）
- 想い出テレビジョン「愛しくてステキだった死者たちへ」（2007年2月、小説新潮サイトコラム）

### インタビュー・対談
- 書籍
  - インタビュー『漱石研究叢書-漱石を語る』第1号（1998年、翰林書房）ISBN 978-4877370565
  - インタビュー「『それから』を撮る」『漱石研究』第10号（1998年、翰林書房）ISBN 978-4877370404
  - インタビュー『彼女たちのドラマ―シナリオライターになった女性たち』（2000年、佐竹大心／編、キネマ旬報社）単行本 ISBN 978-4-87376-536-5
  - 筒井ともみ×新井敏記「日本人の顔」『八月の種-忘れてはイケナイ物語りオキナワと下北沢ライブ14日間の全記録』（2002年、秋穂もとか／著 大木雄高／監修、アートン）対談集 ISBN 978-4-901006-38-5
  - ロングインタビュー「文章書くより料理が得意」『編集会議』 2004年4月号（2004年、宣伝会議）
  - 筒井ともみ×小泉今日子（スペシャル対談）「『うつくしい私のからだ』発売記念」『MAQUIA』 2007年6月号（2007年、集英社）
- ビデオ・DVD
  - インタビュー『松田優作レクイエム』（1998年、IMAGICA／エースデュースエンタテインメント）VHS
  - インタビュー『松田優作レクイエム』（2001年、IMAGICA／エースデュースエンタテインメント）DVD
- ラジオ
  - インタビュー「やっぱり危ない照美の小部屋」、『吉田照美のやる気MANMAN！』（2007年2月27日、文化放送）内容不明
- 新聞
  - インタビュー「ワードローブ - とんがった服が好き」『毎日新聞』朝刊生活面ファッションコーナー（2007年4月2日）
- ウェブサイト
  - インタビュー「ウーマン・エキサイト Close up」 Vol.021（2004年3月31日） 『食べる女』について

### ノベライズ・漫画原作
- それから（1986年、共著：夏目漱石、講談社） ISBN 978-4-062-02679-6
- アニメーション源氏物語（1987年、朝日新聞社）ISBN 978-4-02-255790-2
- ばら色の人生 第1巻 TVドラマCOMICシリーズ（1987年、画：わたなべ章、祥伝社）コミック原作 ISBN 978-4-396-73007-9
- ばら色の人生 第2巻 TVドラマCOMICシリーズ（1987年、画：わたなべ章、祥伝社）コミック原作 ISBN 978-4-396-73009-3
- 「メンデル」『まんが偉人物語』第39巻（1989年、国際情報社）原案：筒井ともみ、企画：ヘラルドエンタープライズ
- 「スチーブンソン」『まんが偉人物語』第44巻（1989年、国際情報社）原案：筒井ともみ、企画：ヘラルドエンタープライズ
- 「ペスタロッチ」『まんが偉人物語』第47巻（1989年、国際情報社）原案：筒井ともみ、企画：ヘラルドエンタープライズ

### 脚本集
- 「それから」『年鑑代表シナリオ集'85』（1986年、ダヴィッド社、シナリオ作家協会／編） ISBN 978-4804801773
- 「119」『年鑑代表シナリオ集'94』（1995年、映人社） ISBN 978-4871001229
- 「響子」『テレビドラマ代表作選集 1996年版』（1996年、日本脚本家連盟） ISBN 978-4931046191
- 「小石川の家」『テレビドラマ代表作選集 1997年版』（1997年、日本脚本家連盟） ISBN 978-4931046207
- 「もうひとつの心臓」『テレビドラマ代表作選集 1998年版』（1998年、日本脚本家連盟） ISBN 978-4931046214
- 「センセイの鞄」『テレビドラマ代表作選集 2004年版』（2004年、日本脚本家連盟） ISBN 978-4931046276

脚本集－雑誌掲載分
- シナリオの専門誌『ドラマ』（月刊誌、映人社）
  - 「家族ゲーム スペシャル」1985年6月号
  - 「男もとだち」1985年8月号
  - 「この子だれの子―恵里子のミダラした日々」1986年4月号
  - 「29歳〜おもかげに風をあたえよ」1992年3月号
  - 「小石川の家」「響子」「風の又三郎 ガラスのマント」（向田邦子賞受賞記念 筒井ともみ特集号）1996年6月号
  - 「阿修羅のごとく」（劇場作品）2003年12月号
  - 「夏目家の食卓」2005年1月号
- 月刊『シナリオ』（月刊誌、シナリオ作家協会）
  - 「海猫」2005年1月号

## 出演作品
- Comic
  - 『松田優作物語―ふりかえればアイツがいた!』 第4巻（2001年、原作：宮崎克、画：高岩ヨシヒロ、秋田書店）